# The KMPlayer
The KMPlayer è un lettore multimediale coreano. Può riprodurre molti tipi di file usando codec interni ed esterni; con i codec audio interni supporta la funzione matrice/normalizzatore, inoltre il flusso audio viene processato all'interno del player nel tentativo di renderlo più veloce e sicuro.

## Storia
The KMPlayer è stato sviluppato da Kang Young-Huee ed è stato pubblicato il 1º ottobre 2002.
Il 5 marzo 2008 è stato acquistato da Pandora TV (una società Sud Coreana di gestione di video in streaming).
Il 19 marzo 2014 vengono rilasciate le versioni del software per Android e iOS.

## Caratteristiche

### Requisiti di Sistema (Versione 3.6)
```
   OS: Windows 2000/XP/Vista (32bit)/Windows 7 (32bit)/Windows 8
   Direct x9.0 o successive
   98Mb di Spazio Libero su Hard Disk
```

### Sorgenti Input
```
   HTTP / FTP
   MMS
   File
   DVD Video
   Video CD / VCD
   SVCD
   Audio CD (no DTS-CD)
   DVB (Satellite, Digital TV, Cable TV)
   MPEG encoder
   RTSP/RTMP
```

### Formati Input
```
   
MPEG
 (ES,PS,TS,PVA,MP3)
   
AVI

   ASF / WMV / WMA
   MP4 / MOV / 3GP
   OGG / OGM / Annodex
   
Matroska (MKV)

   
WAV
 (including DTS)
   Raw Audio: DTS, AAC, AC3/A52
   Raw DV
   
FLAC

   
Flv
 (Flash)
   Standard MIDI / SMF
   3D (Side-By-Side, Top-and-Bottom)
```

### Formati Video
```
   MPEG-1/2
   
DIVX
 (1/2/3)
   
MPEG-4
 ASP, DivX 4/5/6, XviD, 3ivX D4
   H.261
   H.263 / H.263i
   H.264 / MPEG-4 AVC
   Cinepak
   Theora
   Dirac / VC-2
   MJPEG (A/B)
   WMV 1/2
   WMV 3 / WMV-9 / VC-1
   Sorenson 1/3 (Quicktime)
   DV (Digital Video)
   On2 VP3/VP5/VP6
   Indeo Video v3 (IV32)
   Real Video 1/2
   Real Video 3/4
```

### Formati Audio
```
   MPEG Layer 1/2
   MP3 - MPEG Layer 3
   
AAC
 - MPEG-4 part3
   Vorbis
   AC3 - A/52 (Dolby Digital)
   E-AC-3 (Dolby Digital Plus)
   MLP / TrueHD">3
   DTS
   WMA 1/2
   WMA 3
   FLAC
   ALAC
   Speex
   Musepack / MPC
   ATRAC 3
   Wavpack
   Mod (.s3m, .it, .mod)
   TrueAudio (TTA)
   APE (Monkey Audio)
   Real Audio
   Alaw/µlaw
   AMR (3GPP)
   
MIDI

   LPCM
   ADPCM
   QCELP
   DV Audio
   QDM2/QDMC (QuickTime)
   MACE
```